# 앤 바이든스

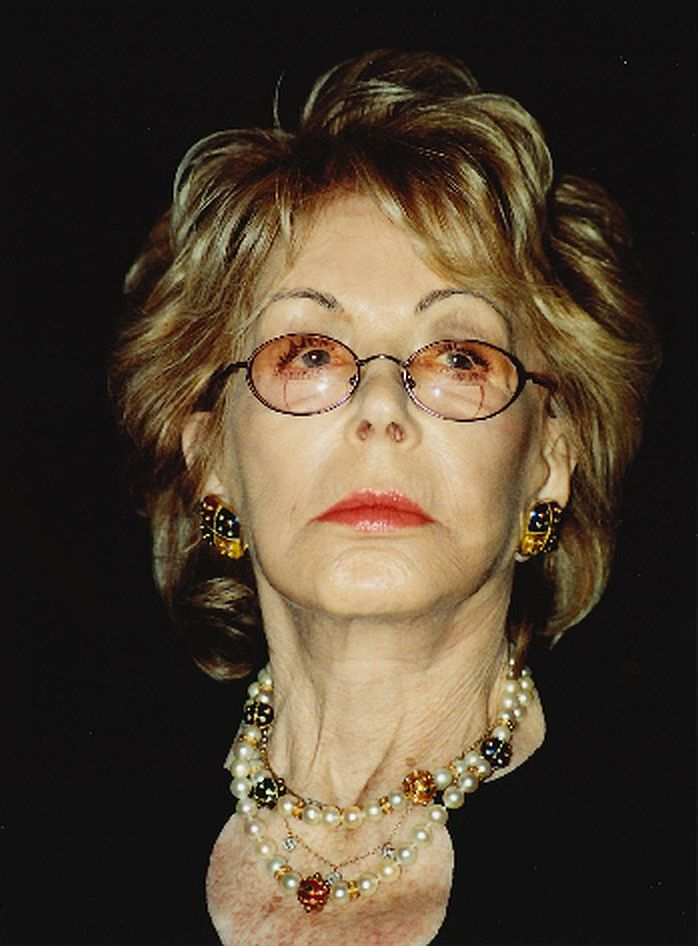
앤 바이든스

앤 바이든스(Anne Buydens, 본명: 하넬로레 마르크스(Hannelore Marx), 1919년 4월 23일 ~ 2021년 4월 29일)는 미국의 기업인, 자선가, 영화 프로듀서이다.

## 생애
앤 바이든스는 독일 하노버에서 태어났으며 어린 시절에 가족들과 벨기에로 이주하면서 벨기에 국적을 취득했다. 프랑스 파리로 이주하기 이전에는 스위스에서 교육을 받으면서 여러 언어를 구사했고 나중에 영화 프로듀서로 활동하게 된다. 1954년 5월 29일에는 커크 더글러스와 결혼했고 1959년에는 미국 시민권을 취득했다. 슬하에 아들인 피터 더글러스, 에릭 더글러스를 두었고 2004년에는 커크 더글러스와의 결혼 서약을 갱신하면서 유대교로 개종했다.
앤 바이든스는 유방암 생존자 가운데 하나로서 동료 암 생존자 6명과 함께 미국 로스앤젤레스에 위치한 시더-시나이 의학 센터에 여성암 연구 자금을 기부했다. 또한 커크 더글러스와 함께 로스앤젤레스 우들랜드힐스에 위치한 모션 픽쳐 텔레비전 카운티 하우스 하스피털에 알츠하이머병 환자를 위한 전문 시설 건립 자금을 기부했다.